# Notiomaso flavus
Notiomaso flavus är en spindelart som först beskrevs av Tambs-Lyche 1954.  Notiomaso flavus ingår i släktet Notiomaso och familjen täckvävarspindlar.
Artens utbredningsområde är Sydgeorgien. Inga underarter finns listade i Catalogue of Life.